# گوسل (کانزاس)
گوسل (به انگلیسی: Goessel) شهری در ایالت کانزاس کشور ایالات متحده آمریکا است که جمعیت آن در سرشماری سال ۲۰۱۰ میلادی، ۵۳۹ نفر بوده‌است.

## نگارخانه

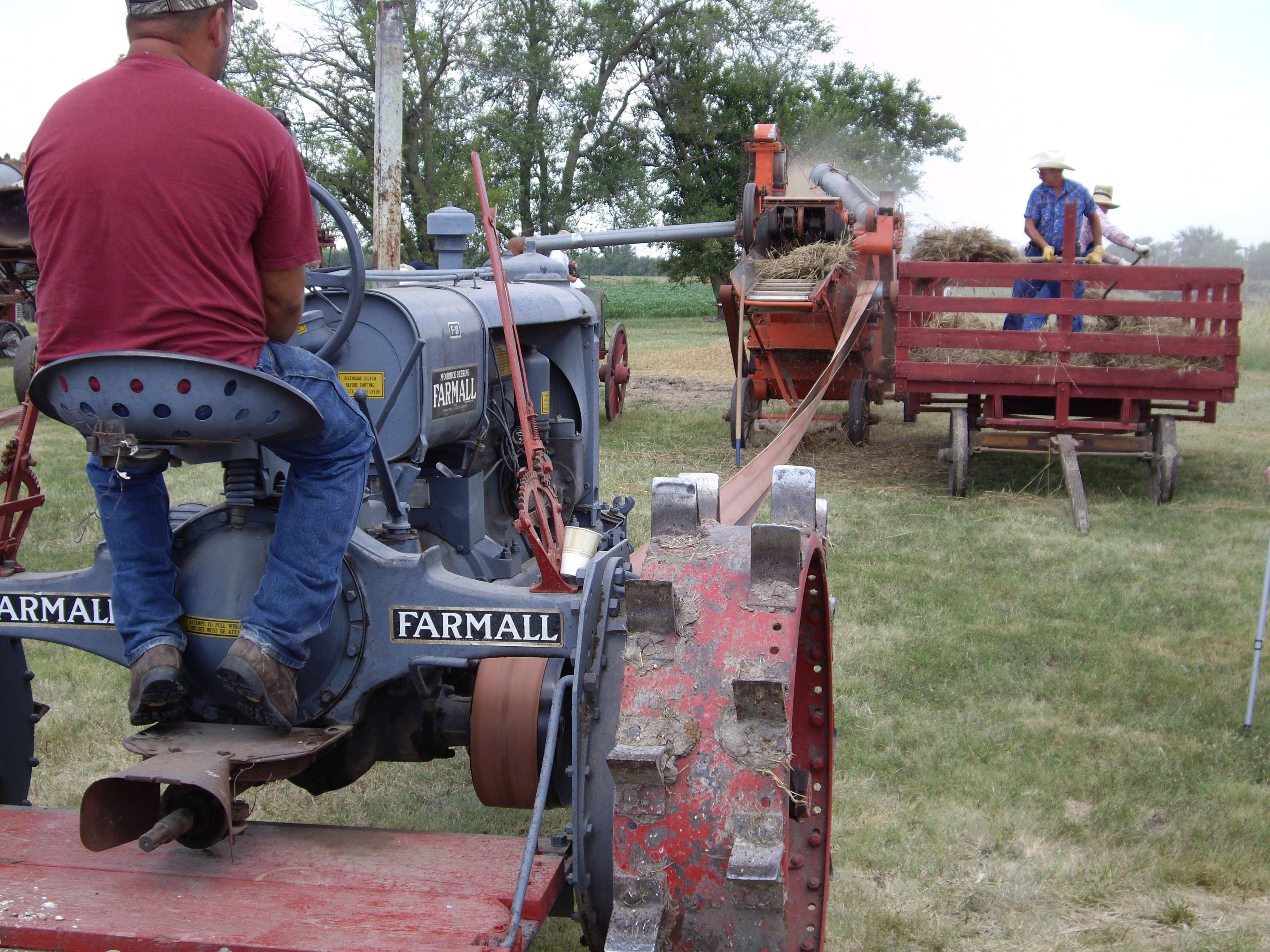
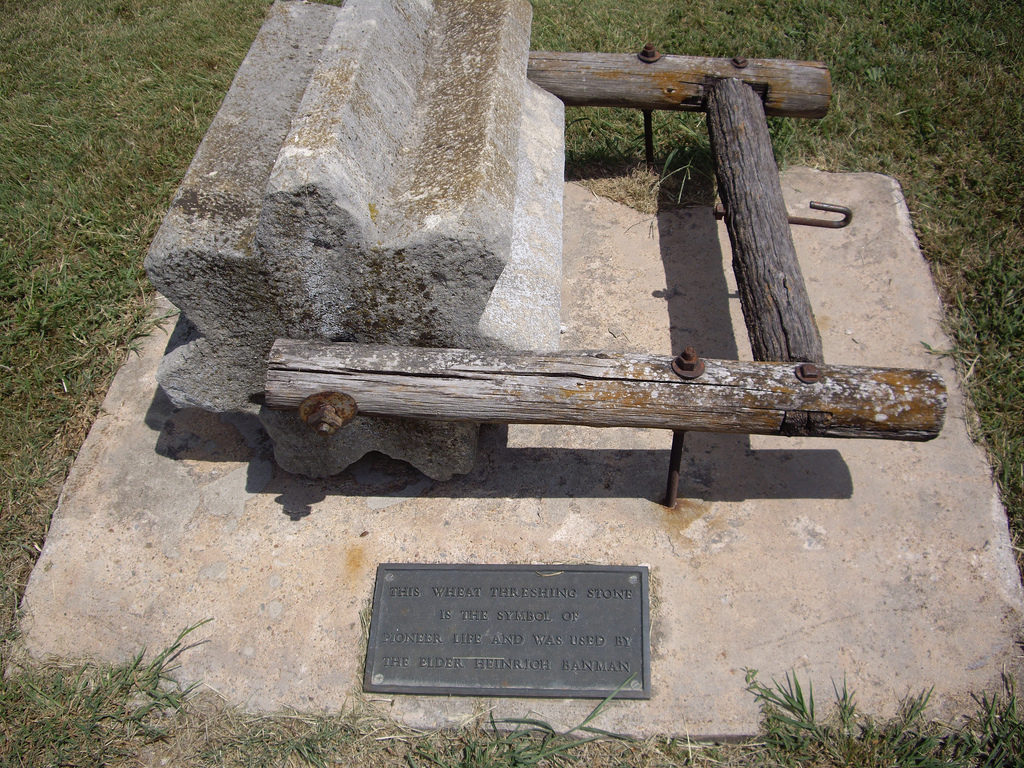
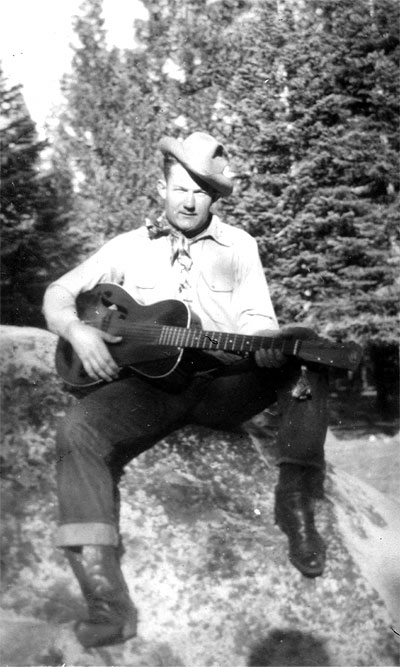